# Педраса, Альфонсо
Альфо́нсо Педра́са Саг (исп. Alfonso Pedraza Sag; род. 9 апреля 1996, Сан-Себастиан-де-лос-Бальестерос, Андалусия) — испанский футболист, вингер клуба «Вильярреал».

## Клубная карьера
Педраса — воспитанник клуба «Вильярреал». В начале 2015 года он был включён в заявку на сезон последнего. Для получения игровой практики Альфонсо выступал за дублёров. 5 апреля в матче против «Валенсии» он дебютировал в Ла Лиге, заменив во втором тайме Джонатана дос Сантоса. Летом 2016 года для получения игровой практики Педраса на правах аренды перешёл в «Луго». 21 августа в матче против «Химнастика» из Таррагоны он дебютировал в Сегунде. В этом же поединке Альфонсо забил свой первый гол за «Луго».
В начале 2017 года Педраса был отдан в аренду в английский «Лидс Юнайтед». 5 февраля в матче против «Хаддерсфилд Таун» он дебютировал в Чемпионшипе. 3 марта в поединке против «Бирмингем Сити» Альфонсо забил свой первый гол за «Лидс Юнайтед».
Летом 2017 года Педраса перешёл в «Алавес» на правах аренды. 18 августа в матче против «Леганес» он дебютировал за новую команду.

## Международная карьера
В 2015 году Педраса в составе юношеской сборной Испании выиграл юношеский чемпионат Европы в Греции. На турнире он сыграл в матчах против команд Нидерландов, Германии, Франции и дважды России.
В 2019 году Педраса в составе молодёжной сборной Испании выиграл молодёжный чемпионат Европы в Италии. На турнире он принял участие в матче против команды Бельгии.
15 октября 2023 года Педраса дебютировал в составе главной сборной Испании в квалификационном матче ЧЕ-2024 со сборной Норвегии, заменив Феррана Торреса на 71 минуте.

## Достижения

### Командные
«Вильярреал»
- Победитель Лиги Европы УЕФА: 2020/21

Сборная Испании (до 19)
- Чемпион Европы для игроков до 19 лет: 2015